# Streszczenie dokumentacyjne
Streszczenie dokumentacyjne – analiza dokumentacyjna, wszechstronnie odwzorowująca treść dokumentu; jako kondensat treści może w pewnych sytuacjach zastąpić streszczany dokument. Streszczenia dokumentacyjne, w porównaniu z analizami wskazującymi i analizami omawiającymi, są najpełniejszym źródłem informacji o treści danego dokumentu pierwotnego. Stosuje się je na ogół przy opracowywaniu dokumentów trudno dostępnych, np. ze względu na język tekstu czy miejsce przechowywania.